# Coupe de Belgique
La Coppa del Belgio (fr. Coupe de Belgique, ned. Beker van België) è la competizione calcistica più importante del Belgio dopo la Jupiler League. Come quest'ultimo torneo, si disputa sotto l'egida della Federazione calcistica del Belgio. Fu fondata nel 1911 nel disinteresse generale, tanto da essere estremamente discontinua negli anni per poi essere abbandonata. La coppa fu riproposta solo nel 1963 con l’esplicito obiettivo di fornire una rappresentanza belga nella Coppa delle Coppe. 

## Crocky Cup
Nell’ambito della riorganizzazione del calcio belga successiva al COVID, il tabellone principale della coppa, che parte dai sedicesimi, è organizzato dalla Pro League in una situazione simile a quella italiana.
La squadra che l'ha vinta più volte è il Club Brugge (12), seguita da Anderlecht (9) e Standard Liegi (8).

## Albo d'oro
| Stagione | Vincitrice           | Risultato             | Secondo posto       |
| -------- | -------------------- | --------------------- | ------------------- |
| 1911-12  | Racing Bruxelles     | 1 - 0                 | Racing Club de Gand |
| 1912-13  | Union Saint-Gilloise | 3 - 2                 | Cercle Bruges       |
| 1913-14  | Union Saint-Gilloise | 4 - 1                 | Club Bruges         |
| 1926-27  | Cercle Bruges        | 2 - 1                 | Tubantia F.A.C.     |
| 1934-35  | Daring Bruxelles     | 2 - 1                 | Lyra                |
| 1953-54  | Standard Liegi       | 3 - 1                 | Racing Mechelen     |
| 1954-55  | Anversa              | 4 - 0                 | Thor Waterschei     |
| 1955-56  | Tournai              | 2 - 1                 | Verviétois          |
| 1963-64  | Gent                 | 4 - 2 (dts)           | Diest               |
| 1964-65  | Anderlecht           | 3 - 2 (dts)           | Standard Liegi      |
| 1965-66  | Standard Liegi       | 1 - 0                 | Anderlecht          |
| 1966-67  | Standard Liegi       | 3 - 1 (dts)           | Malines             |
| 1967-68  | Club Bruges          | 1 - 1 (dts) (8-6 dtr) | Beerschot           |
| 1968-69  | Lierse               | 2 - 0                 | Racing White        |
| 1969-70  | Club Bruges          | 6 - 1                 | Daring Bruxelles    |
| 1970-71  | Beerschot            | 2 - 1                 | Sint-Truiden        |
| 1971-72  | Anderlecht           | 1 - 0                 | Standard Liegi      |
| 1972-73  | Anderlecht           | 2 - 1                 | Standard Liegi      |
| 1973-74  | Waregem              | 4 - 1                 | Tongeren            |
| 1974-75  | Anderlecht           | 1 - 0                 | Anversa             |
| 1975-76  | Anderlecht           | 4 - 0                 | Lierse              |
| 1976-77  | Club Bruges          | 4 - 3                 | Anderlecht          |
| 1977-78  | KSK Beveren          | 2 - 0                 | Charleroi           |
| 1978-79  | Beerschot            | 1 - 0                 | Club Bruges         |
| 1979-80  | Thor Waterschei      | 2 - 1                 | KSK Beveren         |
| 1980-81  | Standard Liegi       | 4 - 0                 | Lokeren             |
| 1981-82  | Thor Waterschei      | 2 - 0                 | Waregem             |
| 1982-83  | KSK Beveren          | 3 - 1                 | Club Bruges         |
| 1983-84  | Gent                 | 2 - 0                 | Standard Liegi      |
| 1984-85  | Cercle Bruges        | 1 - 1 (dts) (5-4 dtr) | KSK Beveren         |
| 1985-86  | Club Bruges          | 3 - 0                 | Cercle Bruges       |
| 1986-87  | Malines              | 1 - 0                 | RFC Liegi           |
| 1987-88  | Anderlecht           | 2 - 0                 | Standard Liegi      |
| 1988-89  | Anderlecht           | 2 - 0                 | Standard Liegi      |
| 1989-90  | RFC Liegi            | 2 - 1                 | Germinal Ekeren     |
| 1990-91  | Club Bruges          | 3 - 1                 | Malines             |
| 1991-92  | Anversa              | 2 - 2 (dts) (9-8 dtr) | Malines             |
| 1992-93  | Standard Liegi       | 2 - 0                 | Charleroi           |
| 1993-94  | Anderlecht           | 2 - 0                 | Club Bruges         |
| 1994-95  | Club Bruges          | 3 - 1                 | Germinal Ekeren     |
| 1995-96  | Club Bruges          | 2 - 1                 | Cercle Bruges       |
| 1996-97  | Germinal Ekeren      | 4 - 2 (dts)           | Anderlecht          |
| 1997-98  | Genk                 | 4 - 0                 | Club Bruges         |
| 1998-99  | Lierse               | 3 - 1                 | Standard Liegi      |
| 1999-00  | Genk                 | 4 - 1                 | Standard Liegi      |
| 2000-01  | Westerlo             | 1 - 0                 | KFC Lommel          |
| 2001-02  | Club Bruges          | 3 - 1                 | R.E. Mouscron       |
| 2002-03  | La Louvière          | 3 - 1                 | Sint-Truiden        |
| 2003-04  | Club Bruges          | 4 - 2                 | KSK Beveren         |
| 2004-05  | Germinal Beerschot   | 2 - 1                 | Club Bruges         |
| 2005-06  | Zulte Waregem        | 2 - 1                 | R.E. Mouscron       |
| 2006-07  | Club Bruges          | 1 - 0                 | Standard Liegi      |
| 2007-08  | Anderlecht           | 3 - 2                 | Gent                |
| 2008-09  | Genk                 | 2 - 0                 | Malines             |
| 2009-10  | Gent                 | 3 - 0                 | Cercle Bruges       |
| 2010-11  | Standard Liegi       | 2 - 0                 | Westerlo            |
| 2011-12  | Lokeren              | 1 - 0                 | Kortrijk            |
| 2012-13  | Genk                 | 2 - 0                 | Cercle Bruges       |
| 2013-14  | Lokeren              | 1 - 0                 | Zulte Waregem       |
| 2014-15  | Club Bruges          | 2 - 1                 | Anderlecht          |
| 2015-16  | Standard Liegi       | 2 - 1                 | Club Bruges         |
| 2016-17  | Zulte Waregem        | 3 - 3 (dts) (4-2 dtr) | Ostenda             |
| 2017-18  | Standard Liegi       | 1 - 0 (dts)           | Genk                |
| 2018-19  | Malines              | 2 - 1                 | Gent                |
| 2019-20  | Anversa              | 1 - 0                 | Club Bruges         |
| 2020-21  | Genk                 | 2 - 1                 | Standard Liegi      |
| 2021-22  | Gent                 | 0 - 0 (dts) (4-3 dtr) | Anderlecht          |
| 2022-23  | Anversa              | 2 - 0                 | Malines             |
| 2023-24  | Union Saint-Gilloise | 1 - 0                 | Anversa             |
| 2024-25  | Club Bruges          | 2 - 1                 | Anderlecht          |

## Vittorie per squadra
| Squadra              | Vittorie | Secondi posti | Stagioni vittorie                                                      |
| -------------------- | -------- | ------------- | ---------------------------------------------------------------------- |
| Club Bruges          | 12       | 8             | 1968, 1970, 1977, 1986, 1991, 1995, 1996, 2002, 2004, 2007, 2015, 2025 |
| Anderlecht           | 9        | 5             | 1965, 1972, 1973, 1975, 1976, 1988, 1989, 1994, 2008                   |
| Standard Liegi       | 8        | 10            | 1954, 1966, 1967, 1981, 1993, 2011, 2016, 2018                         |
| Genk                 | 5        | 1             | 1998, 2000, 2009, 2013, 2021                                           |
| Gent                 | 4        | 2             | 1964, 1984, 2010, 2022                                                 |
| Anversa              | 4        | 2             | 1955, 1992, 2020, 2023                                                 |
| Union Saint-Gilloise | 3        | 0             | 1913, 1914, 2024                                                       |
| Cercle Bruges        | 2        | 5             | 1927, 1985                                                             |
| KSK Beveren          | 2        | 3             | 1978, 1983                                                             |
| Zulte Waregem        | 2        | 1             | 2006, 2017                                                             |
| Lierse               | 2        | 1             | 1969, 1999                                                             |
| Beerschot            | 2        | 1             | 1971, 1979                                                             |
| Thor Waterschei      | 2        | 0             | 1980, 1982                                                             |
| Lokeren              | 2        | 0             | 2012, 2014                                                             |
| Malines              | 2        | 6             | 1987, 2019                                                             |
| Germinal Ekeren      | 1        | 1             | 1997                                                                   |
| Germinal Beerschot   | 1        | 1             | 2005                                                                   |
| Daring Bruxelles     | 1        | 1             | 1935                                                                   |
| RFC Liegi            | 1        | 1             | 1990                                                                   |
| Waregem              | 1        | 1             | 1974                                                                   |
| Westerlo             | 1        | 1             | 2001                                                                   |
| Racing Bruxelles     | 1        | 0             | 1912                                                                   |
| La Louvière          | 1        | 0             | 2003                                                                   |
| Tournai              | 1        | 0             | 1956                                                                   |